# Saara Kuugongelwa
Saara Kuugongelwa-Amadhila (12 oktober 1967) is sinds 20 maart 2025 de voorzitter van de Nationale Assemblee van Namibië. Kuugongelwa-Amadhila is lid van de South West Africa People's Organisation (SWAPO, Zuidwest-Afrikaanse Volksorganisatie, de bevrijdingsbeweging van Namibië). Ze is sinds 1995 lid van de Nationale Assemblee van Namibië en was van 2003 tot 2015 minister van Financiën. Ze was van 21 maart 2015 tot 20 maart 2025 de eerste vrouwelijke premier van Namibië. Haar opvolger is Elijah Ngurare.

## Verbanning
Ze is geboren in Otamanzi, Zuidwest-Afrika (het huidige Namibië), ging in 1980 op dertienjarige leeftijd in ballingschap met de SWAPO en vertrok in 1982 op vijftienjarige leeftijd naar Sierra Leone. Ze ging van 1982 tot 1984 naar de Koidu Girls Secondary School en naar de Saint Joseph's Secondary School van 1984 tot 1987. Van 1991 tot 1994 studeerde ze aan de Lincoln University in Pennsylvania, Verenigde Staten, waar ze afstudeerde met een graad in de economie.
Kuugongelwa-Amadhila keerde na haar afstuderen aan de Lincoln University naar Namibië terug en nam een positie in als baliebediende in het presidentiële kantoor van president Sam Nujoma. In 1995, op 27-jarige leeftijd, werd ze benoemd tot directeur-generaal van de Nationale Planningscommissie, een functie qua rang vergelijkbaar met die van een minister. Ze werd in 2003 benoemd tot minister van Financiën.
Op Heroes' Day van 2014 werd ze onderscheiden met de Most Brilliant Order of the Sun, Second Class.
Samen met president Hage Geingob werd ze op 21 maart 2015 beëdigd als de vierde premier van Namibië.
Kuugongelwa-Amadhila heeft herhaaldelijk over gendergelijkheid gesproken, onder meer tijdens het bezoek van de Malinese premier Modibo Keita, en in een toespraak (voorgelezen namens haar door Christine Hoebes) op de tiende Namibische Vrouwentop, waar ze verklaarde dat het zeventig jaar zou duren om de loonkloof tussen mannen en vrouwen in Afrika te dichten.